# Deepa Mehtaová
Deepa Mehtaová (nepřechýleně Deepa Mehta; * 1. leden 1950, Amritsar, Pandžáb) je kanadská filmová režisérka indického původu, zaobírající se sociokulturními problémy.

## Život a dílo
Jako dcera úspěšného indického filmového obchodníka vystudovala filozofii na univerzitě v Díllí. Po studiu pracovala pro společnost, jež připravovala vzdělávací a dokumentární filmy pro indickou vládu. V roce 1973 se vdala za kanadského producenta Paula Saltzmana. Toto manželství bylo v roce 1983 rozvedeno, ze vztahu vzešla jedna dcera Devyani Saltzmanová. Jejím druhým partnerem je David Hamilton.

### Dílo „Děti půlnoci“ (2012)
Spolupracovala také jako režisérka se Salmanem Rushdiem, britským spisovatelem indického původu, na zfilmování jeho úspěšného a také Bookerovou cenou oceněného románu Děti půlnoci (anglicky Midnight's Children). Film byl natáčen, a to i díky souhlasu prezidenta Mahinda Radžapaksue, na Srí Lance, íránští představitelé proti natáčení protestovali. V indickém svazovém státě Uttarpradéši, kde se poslední část tohoto filmu natáčela, došlo v důsledku samotného natáčení k násilným nepokojům a škodě na majetku štábu ve výši půl miliónů dolarů.

### Dílo „Elements Trilogy“ (1996–2005)
Je režisérkou a zároveň autorkou anglickojazyčné Elements Trilogy, skládající se z filmů Fire (česky Oheň; 1996), Earth (česky Země; 1998) a Water (česky Voda; 2005). Poslední film z této uvedené trilogie, Water (hindsky  वाटर), pojednává o nedůstojném zacházení a postavení indických vdov v tamější společnosti (např. indické ašrámy). Tento film byl také nominován na Nejlepší cizojazyčný film při 79. ročníku udílení Oscarů, který se konal v roce 2008 v Los Angeles.